# محطة توليد كهرباء شرق عمان
محطة توليد كهرباء شرق عمّان هي إحدى محطات توليد الكهرباء في الأردن. تقع على ممر عمان التنموي في منطقة المناخر، شرق العاصمة عمّان. تم تأسيسها عام 2009 لتكون أول مشروع مستقل لتوليد الطاقة في الأردن.
تصل قدرة المحطة الكلية إلى 380 ميجا واط، وتعمل بتكنولوجيا الدورة المركبة (المؤتلفة) التي تحرق الغاز الطبيعي كوقود اساسي والسولار كوقود احتياطي، لتزويد شبكة الكهرباء الوطنية باحتياجاتها من الكهرباء، والتي تمثل 18% من الاحتياجات الكلية للمملكة.

## التشغيل
قام الملك الأردني عبد الله الثاني بافتتاحها في 26 تشرين الأول/ أكتوبر 2009 وبتكلفة 300 مليون دولار، ضمن سلسلة مشروعات مستقلة لتوليد الطاقة الكهربائية من قبل القطاع الخاص. وقد تم تنفيذ المشروع على أساس البناء والتشغيل ونقل الملكية (BOT)، حيث تعود ملكية المحطة إلى شركة AES الأردن حتى عام 2034، وهي ائتلاف مكون من شركة AES الاميركية وميتسوي اليابانية. وتعتمد المحطة على الغاز الطبيعي المصري بأسعار تفضيلية وذلك عبر خط الغاز العربي الذي يمتد في الأراضي الأردنية لمسافة 393 كم.